# 4-أمينو البيريدين
4-أمينو البيريدين مركب عضوي له الصيغة الكيميائية C5H6N2، ويوجد على شكل بلورات عديمة اللون.
يعد المركب واحداً من متصاواغات أمينو البيريدين. ويعد أيضاً من العقاقير الدوائية المستخدمة في علاج بعض أنواع التصلب المتعدد.

## التحضير
يحضر 4-أمينو البيريدين من نزع كربونيل مركب بيريدين-4-كربوكساميد باستخدام هيبوكلوريت الصوديوم عن طريق إعادة ترتيب هوفمان. يحصل على كربوكساميد البيريدين من النتريل الموافق، والذي بدوره يحصل عليه من الأكسدة الأمونية ammoxidation لمركب 4-ميثيل البيريدين.

## الخواص
يوجد المركب في الشروط القياسية على شكل بلورات عديمة اللون، تنصهر عند حوالي الدرجة 158 °س، في حين يغلي المركب عند المركب عند 273 °س.

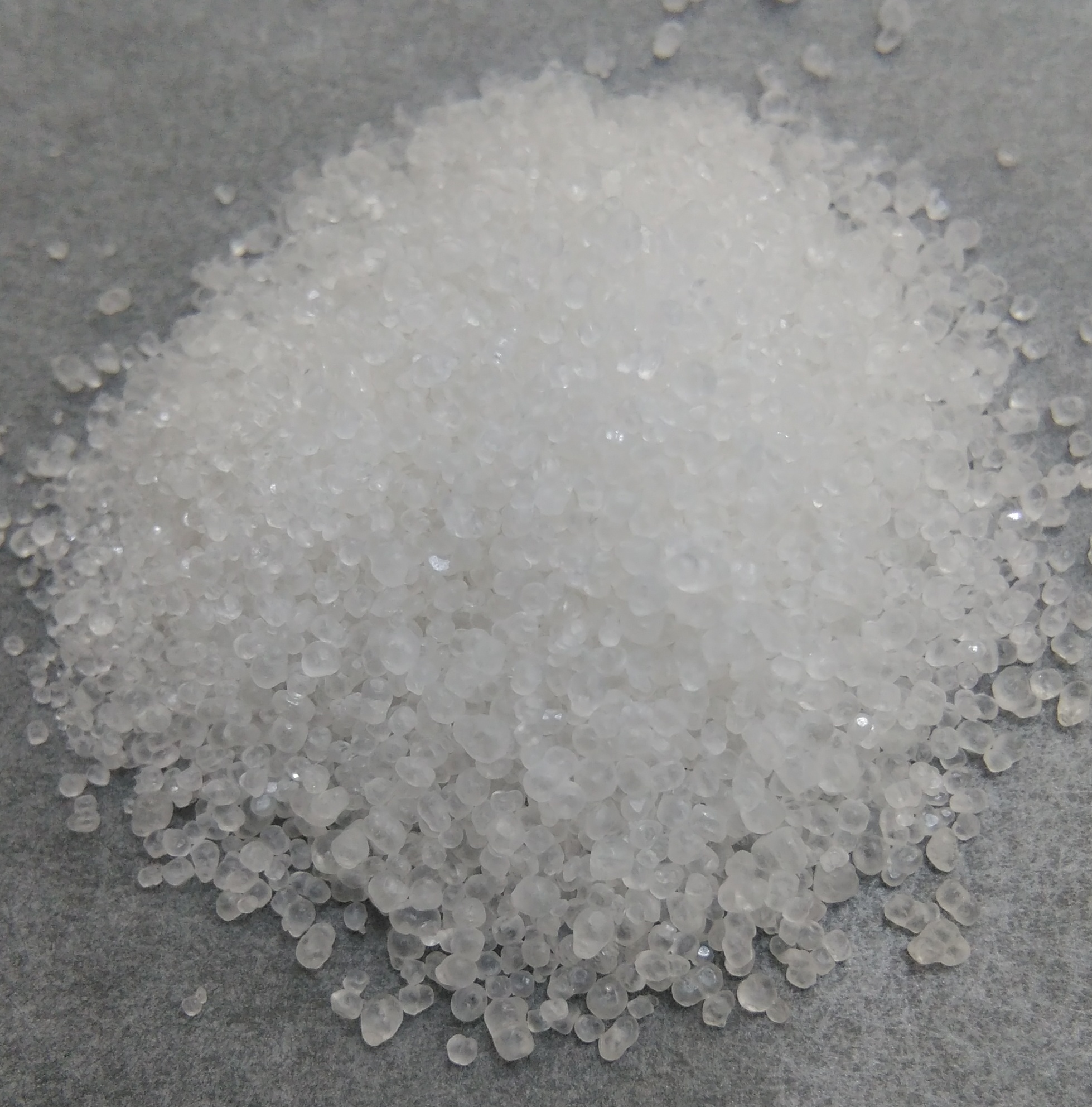
عينة من 4-أمينو البيريدين

## الاستخدامات
يستخدم المركب ضمن العقاقير الدوائية المستخدمة في علاج بعض أنواع التصلب المتعدد.

## اقرأ أيضاً
- 2-أمينو البيريدين
- 3-أمينو البيريدين
- 2-كلورو البيريدين